# Tim Wright (giocatore di football americano)
Timothy Wright (Neptune Township, 7 aprile 1990) è un giocatore di football americano statunitense che gioca nel ruolo di tight end per i Detroit Lions della National Football League (NFL). Al college ha giocato a football a Rutgers.

## Carriera professionistica

### Tampa Bay Buccaneers
Dopo non essere stato scelto nel Draft NFL 2013, Wright firmò coi Tampa Bay Buccaneers del suo ex allenatore a Rutgers Greg Schiano, venendo spostato dal ruolo di wide receiver a quello di tight end. Nella sua prima stagione disputò tutte le 16 partite, di cui otto come titolare. Le sue 571 yard ricevute e i cinque touchdown pareggiarono il record NFL per un rookie non scelto nel Draft. Inoltre fu l'unico tight end al primo anno nel 2013 a superare le 500 yard ricevute.

### New England Patriots
Il 26 agosto 2014, Wright fu scambiato coi New England Patriots assieme a una scelta del quarto giro per Logan Mankins. Nella sua prima stagione con la nuova maglia, come riserva del tight end All-Pro Rob Gronkowski, segnò sei touchdown, giungendo fino al Super Bowl XLIX vinto contro i Seattle Seahawks.

### Detroit Lions
Dopo avere passato la pre-stagione 2015 di nuovo coi Buccaneers, il 31 agosto Wright fu scambiato coi Detroit Lions.

## Palmarès

### Franchigia
- Super Bowl : 1

New England Patriots: XLIX
- American Football Conference Championship: 1

New England Patriots: 2014

## Statistiche
| Partite totali      | 32  |
| Partite da titolare | 10  |
| Ricezioni           | 80  |
| Yard ricevute       | 830 |
| Touchdown           | 11  |

Statistiche aggiornate alla stagione 2014